# Орокский язык
О́рокский язы́к (самоназвание ульта или уйльта) — один из тунгусо-маньчжурских языков, язык ороков, коренного малочисленного народа Дальнего Востока.

## Генеалогическая и ареальная информация
Орокский язык, наряду с ульчским и нанайским, входит в южную (нанайскую) подгруппу тунгусской ветви тунгусо-маньчжурских языков алтайской семьи. Ороки проживают на острове Сахалин, преимущественно на восточном побережье в северной и центральной его частях (Охинский, Ногликский, Поронайский и Александровск-Сахалинский районы), основная масса — 197 человек — в с. Вал Ногликского района и Ногликах, 89 человек — в Поронайском районе, в селах Отасу и Таран и г. Поронайск. По данным Всероссийской переписи 2002 г. ещё 12 человек, назвавших себя ульта, проживают на территории Хабаровского края (район Комсомольска-на-Амуре), Иркутской (2) и Ленинградской области (2). Кроме того, ороки проживают на острове Хоккайдо, в городе Абасири в Японии, их численность неизвестна. Язык в настоящее время распространен только в Сахалинской области России — п. Вал и г. Поронайск.

## Социолингвистическая информация
Говорящих на орокском языке (активно им владеющих, знающих фольклор при слабом знании русского языка) в 1990 г. было в с. Вал около 10 человек, Ногликах и Поронайске — ещё 11. Условно двуязычных (относительно свободно говорящих на орокском языке, но не знающих фольклора и свободно владеющих русским языком) — 26 человек (5 человек — от 35 до 40 лет, все остальные — старше 50 — 60 лет). Пассивное владение (понимание при использовании в качестве средства коммуникации русского языка) обнаружили 24 чел. Все остальные уйльта — русскоязычные (данные на сентябрь 2000 г.). К 2002 г. родным языком при слабом знании фольклора в разной степени владели около 28 человек. В настоящее время можно говорить о том, что как средство даже внутрисемейной коммуникации орокский язык практически не используется, владеющих им осталось не более 8 — 10 человек (все — старше 60 лет).
Орокский язык ныне можно отнести к вымирающим языкам, поскольку он фактически не используется в качестве средства коммуникации, то есть не выполняет социальной функции. При этом нельзя исключать ситуативное общение, например, внутрисемейное, с представителями старшего поколения, слабо владеющими русским языком, информанта с исследователями или преподавателя с учениками во время занятий. Однако в последние десять лет у уйльта наблюдается активный всплеск интереса к родному языку и фольклору, потенциальный социальный статус языка можно оценить как довольно высокий: не только дети, но и взрослые хотели бы «знать родной язык, гордиться тем, что я — уйльта, что у нас есть своя культура, свои песни». На этой волне созданы национальные фольклорные коллективы, выступающие на праздниках, отчасти возрождаются традиционные промыслы, например, в селе Вал, в Ногликах, в Поронайске (шитье национальных халатов — хокто ~ покто, аруми, уттэури, стилизованных ковриков из меха — кумаланов, обуви — утта, поясов — умул, кева, ками, амулетов и пр.), а также оленеводство, что отчасти способствует ревитализации терминологических пластов безэквивалентной орокской лексики.
В настоящее время уроки родного языка ведутся энтузиастами в детском саду и начальной школе п. Вал Ногликского района Сахалинской области.

## Диалекты
В настоящее время язык монодиалектен, однако лингвистические данные позволяют говорить о том, что в пору своего активного функционирования в орокском языке выделялось два диалекта: северный (восточносахалинский) и южный (поронайский). В северном диалекте наряду с охотничьей и рыболовецкой присутствовал значительный пласт оленеводческой лексики, тогда как в южном доминировала лексика охотничьего и рыболовного промысла.

## Письменность

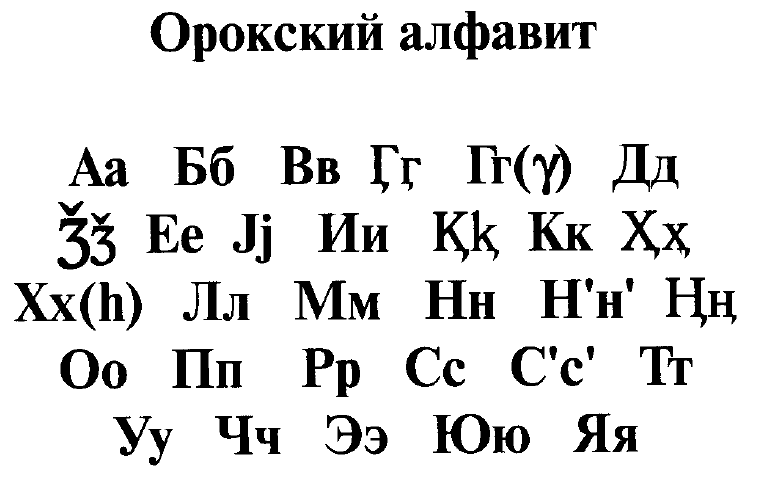
Орокский алфавит (2004)

Орокский алфавит (2008)

Орокский язык является младописьменным. В научных работах для описания орокского языка применялся научный алфавит на основе кириллицы. «Проект письменности уйльтинского языка» был предложен Южно-Сахалинскому департаменту народов Севера японским лингвистом, профессором Дзиро Икегами в 1994 г. на основе русской и латинской графики. По целому ряду позиций специалистами-тунгусоведами были высказаны замечания, а также предложен вариант письменности, учитывающий, что в течение пятидесяти лет вторым языком для ороков (для последних поколений и единственным) является русский. К настоящему времени письменность на основе кириллицы утверждена официально, в 2008 году был выпущен букварь. В изданном позднее «Орокско-русском и Русско-орокском словаре» к первоначальному алфавиту добавлены буквы Ю ю и Я я.
В изданном в 2022 году уильтинском букваре представлен несколько иной вариант алфавита: А а, А̄ а̄, Б б, В в, Г г, Ғ ғ, Д д, Е е, Е̄ е̄, Ǯ ǯ, И и, Ӣ ӣ, Ј ј, К к, Л л, М м, Н н, Ԩ ԩ, Ӈ ӈ, О о, О̄ о̄, Ө ө, Ө̄ ө̄, П п, Р р, С с, Т т, У у, Ӯ ӯ, Ф ф, Х х, Ч ч, Э э, Э̄ э̄.

## Лингвистическая характеристика

### Фонетика и фонология

#### Гласные
В орокском языке 15 гласных фонем. Для орокского языка типична оппозиция долгих и кратких гласных (исключение — дифтонгоид eː). Из 15 гласных орокского языка семь недолгие (ɐ, ə, i, ɛ, ɔ, u, ʌ) и восемь долгие (ɐː, əː, eː, iː, ɛː, ɔː, uː, ʌː).
| Подъем         | Ряд          | Ряд         | Ряд          |
| Подъем         | Огубленные   | Огубленные  | Неогубленные |
| Подъем         | Передний ряд | Средний ряд | Задний ряд   |
| -------------- | ------------ | ----------- | ------------ |
| Верхний подъём | i, iː        |             | u, uː        |
| Средний подъём | ɛ, ɛː, eː    | ə, əː       | ʌ, ʌː, ɔ, ɔː |
| Нижний подъём  |              | ɐ, ɐː       |              |

#### Согласные
В орокском языке 18 согласных фонем. Согласные в орокском языке представляют собой достаточно стройную систему: смычные (b — p, d — t, g — k, ɟ — c, m, n, ɲ, ŋ), срединные щелевые (β, s, х, j), боковой щелевой (l) и дрожащий (r). При введении в систему орокских согласных русского звука z, значительно отличающегося от орокского ɟ, количество согласных фонем в орокском языке увеличивается до девятнадцати, при добавлении увулярных q, ɢ, ɣ — до двадцати двух, хотя вопрос о фонематичности последних до настоящего времени остается спорным.
| По способу образования | По способу образования | По способу образования | По месту образования | По месту образования | По месту образования | По месту образования | По месту образования |
| По способу образования | По способу образования | По способу образования | Губно-губные         | Переднеязычные       | Среднеязычные        | Заднеязычные         | Увулярные            |
| ---------------------- | ---------------------- | ---------------------- | -------------------- | -------------------- | -------------------- | -------------------- | -------------------- |
| Шумные                 | Смычные                | Глухие                 | p                    | t                    | c                    | k                    | (q)                  |
| Шумные                 | Смычные                | Звонкие                | b                    | d                    | ɟ                    | g                    | (ɢ)                  |
| Шумные                 | Щелевые                | Глухие                 |                      | s                    |                      | x                    | ɣ                    |
| Шумные                 | Щелевые                | Звонкие                | β                    | (z)                  | j                    |                      |                      |
| Сонорные               | Смычные                | Носовые                | m                    | n                    | ɲ                    | ŋ                    |                      |
| Сонорные               | Щелевые                | Боковые                |                      | l                    | (ʎ)                  |                      |                      |
| Сонорные               | Дрожащие               | Дрожащие               |                      | r                    |                      |                      |                      |

#### Морфонология
Орокскому языку присущ сингармонизм. Основными фонетическими закономерностями орокского языка являются две разновидности вокальной гармонии: палатальная и лабиальная, стяжение гласных при их взаимодействии с согласным j или гласным и, палатализация согласных, ассимиляция и метатеза согласных, а также удвоение согласных (грамматического характера).

### Морфология

#### Существительное
Существительные в орокском языке характеризуются грамматическими категориями числа, падежа, притяжания; категории рода и одушевленности/неодушевленности им не свойственны. Все предметы подразделяются на два класса: человек и все прочее (категория личности).
Число
В орокском языке чисел два: единственное, не имеющее оформления, и множественное, оформленное специальным суффиксом -л или -сал, -сэл, -сали, -сэли. Значение числа имени существительного носит номинативный характер, обращено к внеязыковой действительности и ею же определяется.
нари — человек
нарил ~ нарисал — люди
апу(н) — шапка
апусал — шапки
Склонение
В зависимости от конечного звука основ — два типа склонения.
Первый тип: основы, оканчиваясь на гласный, не выявляют -н- при присоединении падежных суффиксов.
Прим.: сундатта — рыба
Второй тип: основы выявляют -н- при присоединении падежных суффиксов или оканчиваются на согласный.
Прим.: апу(н) — шапка
Существительные во множественном числе склоняются по образцу второго типа.
В орокском языке склонение может быть простым и притяжательным. Для простого склонения насчитывается девять падежей: именительный, винительный, местный (I, II), направительно-дательный, продольный, исходный, творительный, совместный. В притяжательном склонении добавляется десятый — назначительный — падеж.

#### Притяжание
В орокском языке выделяется прямая и косвенная принадлежность. Выделяются два типа притяжания: личное и возвратное.

#### Прилагательное
Прилагательные в орокском языке обладают морфологической категорией числа и могут выступать в предложении в синтаксической функции атрибута (в атрибутивной конструкции) или предиката (через глагол-связку) в предикативной конструкции. Прилагательным в орокском языке не свойственно согласование с именем существительным в форме принадлежности, а также недопустимо употребления имен прилагательных в притяжательной конструкции в качестве первого члена.
В атрибутивной функции прилагательное всегда находится в препозиции относительно определяемого имени существительным, согласуясь с ним в форме числа, например: да̄и угда большая лодка и да̄ил угдал большие лодки.
В предикативной функции прилагательное занимает постпозицию относительно подлежащего (имени существительного), координируясь с ним в форме числа.
Особенностью имен прилагательных в орокском языке является их более частое употребление в роли сказуемого, чем в роли определения.
Почти всем словам грамматического класса прилагательных в орокском языке не свойственна морфологическая категория падежа, то есть согласование в падеже между определением и определяемым отсутствует, например: нӯчи боjом-бо итэхэмби я маленького медведя видел.
Прилагательные делятся на качественные и относительные.
Качественные прилагательные обладают морфологической категорией степени сравнения.
Степеней сравнения в орокском языке две: сравнительная (простая и сложная) и превосходная (сложная). Простая сравнительная степень образуется синтетически, сложная — аналитически. Превосходная степень образуется только аналитически.
Сравнительная степень образуется различными способами:
1. синтетически — морфологическим способом (способом суффиксации): через присоединение к основе прилагательного суффикса -дума ~ -думэ тот, который.., например, улиңгадума тот, который лучше; лучший < улиңга хороший, красивый.
2. аналитически — морфолого-синтаксическим способом — через оформление сравнительной конструкции (название сравниваемого предмета ставится в форме именительного падежа в препозиции по отношению к названию предмета, с которым первый сравнивается, тогда как название последнего всегда имеет форму творительного падежа, а имя прилагательное, выражающее сравниваемое качество, помещается в форме простой сравнительной степени с суффиксом -дума ~ -думэ в конце конструкции).

Превосходная степень образуется только аналитически:
1. сочетанием интенсификатора — наречия степени ʒиң очень и имени прилагательного, например: ʒиң улинга очень хороший;
2. сочетанием наречия ʒиң очень и простой сравнительной степени прилагательного с суффиксом -дума ~ -думэ, например: ʒиң улингадума самый лучший.

#### Местоимение
В орокском языке выделяются шесть разрядов местоимений: личные, возвратные, указательные, притяжательные, вопросительные, определительные.

#### Числительное
В орокском языке выделяются количественные, порядковые, распределительные, собирательные, ограничительные, повторительные числительные и числительные — единицы измерения.

#### Глагол
Глаголу в орокском языке присущи морфологические категории наклонения (изъявительного, сослагательного, повелительного и побудительного(I,II,III)), залога (активного и пассивного), времени (в изъявительном наклонении — настоящего, прошедшего и будущего(I,II), в повелительном — настоящего и будущего, в побудительном — будущего), лица (1-е, 2-е, 3-е) и числа (единственного и множественного); глагол способен выступать в предложении в функции простого глагольного сказуемого или связочной части составного или сложного сказуемого, то есть быть вторым членом предикативной конструкции.
Формы наклонения, времени, лица и числа образуются от глагольных основ, к которым в зависимости от типа присоединяются соответствующие аффиксальные показатели: формообразующие и личные суффиксы, точнее, суффиксы лица-числа.

#### Послелог
К послелогам в орокском языке отнесены служебные слова, характеризующиеся морфологической неизменяемостью, выражающие различные отношения между главными и зависимыми лексическими единицами в словосочетании и осуществляющие подчинительную синтаксическую связь внутри словосочетания. Послелоги в орокском языке связываются с именем существительным при помощи притяжания и порядка (послелоги могут занимать исключительно постпозицию относительно имени, которое обслуживают в словосочетании), образуя послеложную притяжательную конструкцию. Особенностью послеложной притяжательной конструкции, таким образом, является морфологическая неизменяемость как первого члена — имени существительного, так и второго члена — послелога — и наличие у него исключительно грамматического значения.
В орокском языке послелоги выражают пространственные, временные, причинные, следственные и заместительные отношения. Более обобщенные грамматические значения передаются падежными формами имени.

#### Частица
Частицами в орокском языке называют разряд служебных элементов, участвующих в формировании оттенков значений, как входящих в состав слова, так и выступающих в качестве самостоятельных лексических единиц, передающих коммуникативный и/или модальный статус высказывания. Все орокские частицы, входящие в состав слова и не функционирующие отдельно от него, называются суффиксальными частицами, в отличие от собственно частиц, функционирующих в качестве самостоятельной лексической единицы.
Что касается собственно частиц, то в орокском языке их очень мало, практически все они являются производными, развившимися в результате десемантизации знаменательных слов: имен прилагательных или наречий.
Суффиксальные частицы в орокском языке представлены словообразовательными и модальными: словообразовательные формируют лексическое значение, модальные — модальное значение контекста в целом. Суффиксальные частицы постпозитивны: они присоединяются к слову через дефис после словоизменительного притяжательного или личного аффикса.